# J.C. Chandor
J.C. Chandor (ur. 24 listopada 1973 w Morristown) – amerykański reżyser filmowy i scenarzysta.
W 1996 roku ukończył College of Wooster, Ohio, USA. Przed debiutem na wielkim ekranie pracował nad filmami dokumentalnymi i reklamowymi.
Za film Chciwość (oryg. Margin Call) nagrodzony w 2011 roku Nagrodą Roberta Altmana i nominowany do nagrody za najlepszy debiut scenariuszowy i najlepszy debiut reżyserski Independent Spirit Awards, a także do nagrody Złotego Niedźwiedzia na Festiwalu w Berlinie.
W 2013 nakręcił film Wszystko stracone (oryg. All Is Lost) z Robertem Redfordem w roli głównej. W 2014 powstał Rok przemocy (oryg. A Most Violent Year).